# A Gate Through Bloodstained Mirrors
Albums de Xasthur
A Darkened Winter
(2001) Nocturnal Poisoning
(2002)
A Gate Through Bloodstained Mirrors est une démo du projet solo de black metal américain Xasthur, publiée le 12 septembre 2001 sous le label Profane Productions.
Cette démo a été de nombreuses fois ré-éditée : d'abord sous le label Total Holocaust Records en 2004, puis par le label Debemur Morti Productions la même année et enfin par Hydra Head Records en 2008.
Lors de sa première édition, la démo a été tirée en 150 exemplaires seulement.
Cette démo montre clairement les influences principales de Malefic, il s'agit des groupes Graveland et Burzum. D'ailleurs, le dernier titre, Black Spell of Destruction / Channeling the Power of Souls Into a New God, sont deux titres réunis de Burzum provenant du premier album éponyme.

## Musiciens
- Malefic - Chant, tous les instruments

## Liste des morceaux
1. Intro - 1:16
2. Moon Shrouded in Misery, Part 1 - 6:46
3. Suicide in Dark Serenity - 10:39
4. Dwell Beneath the Woods of Evil - 5:14
5. Cursed Be the Memory of Light - 7:04
6. Possession of Desolate Magick - 5:40
7. Storms of Red Revenge - 4:16
8. A Spell Within the Winds - 4:34
9. Summon the End of Time - 4:52
10. Gate Through Bloodstained Mirrors - 8:32
11. Kingdom of Burning Crucifixions - 4:21
12. Moon Shrouded in Misery, Part 2 - 1:47
13. Black Spell of Destruction / Channeling the Power of Souls Into a New God - 7:34